# سیمون تریمبولی
سیمون تریمبولی (انگلیسی: Simone Trimboli؛ زادهٔ ۱۹ آوریل ۲۰۰۲) بازیکن فوتبال است.
از باشگاه‌هایی که در آن بازی کرده‌است می‌توان به اشاره کرد.
وی همچنین در تیم‌های ملی فوتبال زیر ۱۵ سال ایتالیا، زیر ۱۶ سال ایتالیا، و زیر ۱۷ سال ایتالیا بازی کرده‌است.